# 1,1-dichloorpropaan
1,1-dichloorpropaan is een organische verbinding met als brutoformule C3H6Cl2. Het is een toxische kleurloze vloeistof met een kenmerkende geur, die onoplosbaar is in water. 1,1-dichloorpropaan verdampt zeer snel.

## Toxicologie en veiligheid
1,1-dichloorpropaan ontleedt bij verhitting, met vorming van waterstofchloride en fosgeen.
De stof is irriterend voor de ogen en de huid.